# Лендр-От
Лендр-От (фр. Lindre-Haute) — коммуна во французском департаменте Мозель региона Лотарингия. Относится к кантону Дьёз.

## Географическое положение
Лендр-От расположен в 55 км к юго-востоку от Меца, недалеко от Дьёза. Соседние коммуны: Вергавиль на севере, Бидестроф на северо-востоке, Зомманж на востоке, Лендр-Бас и Таркемполь на юге, Гебланж-ле-Дьёз на юго-западе, Дьёз на западе.
Коммуна расположена в естественном регионе Сольнуа недалеко от озёра Лендр (т. н. «страна озёр»), которое питает реку Сей. Окрестности озера известны многообразием мигрирующих птиц и являются орнитологической достопримечательностью.

## История
- Впервые упоминается в XIV веке.
- Деревня была уничтожена во время Тридцатилетней войны 1618—1648 годов.
- В 1920—1930 годы здесь была установлена первая на востоке страны насосная станция.
- Во время Второй мировой войны Лендр-От после германской оккупации был переименован в Uber-Linden, а жители переселены на юг Франции (лишь две семьи из 27 оставались в деревне).

## Демография
По переписи 2008 года в коммуне проживало 62 человека.	

## Достопримечательности
- Источник святого Жибрьяна, место паломничества.
- Церковь Сен-Жибрьяна: хоры XIV века, неф и алтарь XVIII века.